# 가미호로노베역
가미호로노베역(일본어: 上幌延駅)은 한때일본 홋카이도 데시오 군 호로노베정에 위치한 홋카이도 여객철도 소야 본선의 철도역이다. 역 번호는 W71이며, 단선 승강장 1면 1선의 구조를 갖춘 지상역이다.

## 이용 현황
- 1981년도 : 15명
- 1992년도 : 4명

## 역 주변
- 가미호로노베 생활개선 센터
- 북위 45도선 통과 지점의 간판

## 역사
- 1925년 7월 20일 : 국유철도 데시오미나미 선 몬베쓰 역 - 호로노베 역 간 연신 개통에 수반해 개업. 일반역.
- 1926년 9월 25일 : 데시오미나미 선과 데시오키타 선을 통합해 선로명을 데시오 선으로 개칭, 그것에 수반해 동 선의 역으로 한다.
- 1930년 4월 1일 : 데시오 선을 소야 본선으로 편입, 그것에 수반해 동 선의 역으로 한다.
- 1977년 5월 25일 : 화물 취급을 폐지.
- 1984년
  - 2월 1일 : 소화물 취급 폐지.
  - 11월 10일 : 출찰 · 개찰 업무를 정지해 여객 업무에 대해서 무인화. 단, 폐색 취급의 운전 요원은 계속 배치.
- 1986년 11월 1일 : CTC 도입에 수반하는 합리화에 의해 교통 설비 폐지. 동시에 완전 무인화.
- 1987년 4월 1일 : 일본국유철도 분할 민영화에 의해, 홋카이도 여객철도가 승계.
- 1980년대 후반 - 1990년대 초반 : 역사 개축 - 화차 역사로 한다.
- 2021년 3월 13일：이용자 감소에 따라 폐지.

## 인접 역
| 소야 본선                          | 소야 본선   | 소야 본선                  |
| ---------------------------------- | ----------- | -------------------------- |
| W70 미나미호로노베 아사히카와 방면 | ■ 소야 본선 | 호로노베 W72 왓카나이 방면 |